# Algebra di Lie semisemplice
In matematica, un'algebra di Lie si dice semisemplice se è somma diretta di algebre di Lie semplici, ovvero di algebre di Lie {\displaystyle {\mathfrak {g}}} non abeliane e i cui unici ideali sono 0 e {\displaystyle {\mathfrak {g}}} stesso.
Equivalentemente, un'algebra di Lie {\displaystyle {\mathfrak {g}}} è semisemplice se e solo se:
- La sua forma di Killing è non degenere.
- {\displaystyle {\mathfrak {g}}} non ha ideali abeliani diversi da 0.
- {\displaystyle {\mathfrak {g}}} non ha ideali risolubili diversi da 0.
- Il radicale di {\displaystyle {\mathfrak {g}}} è 0.